# Ponthieva tunguraguae
Ponthieva tunguraguae är en orkidéart som beskrevs av Leslie Andrew Garay. Ponthieva tunguraguae ingår i släktet Ponthieva och familjen orkidéer. Inga underarter finns listade i Catalogue of Life.